# Gustav Bergman

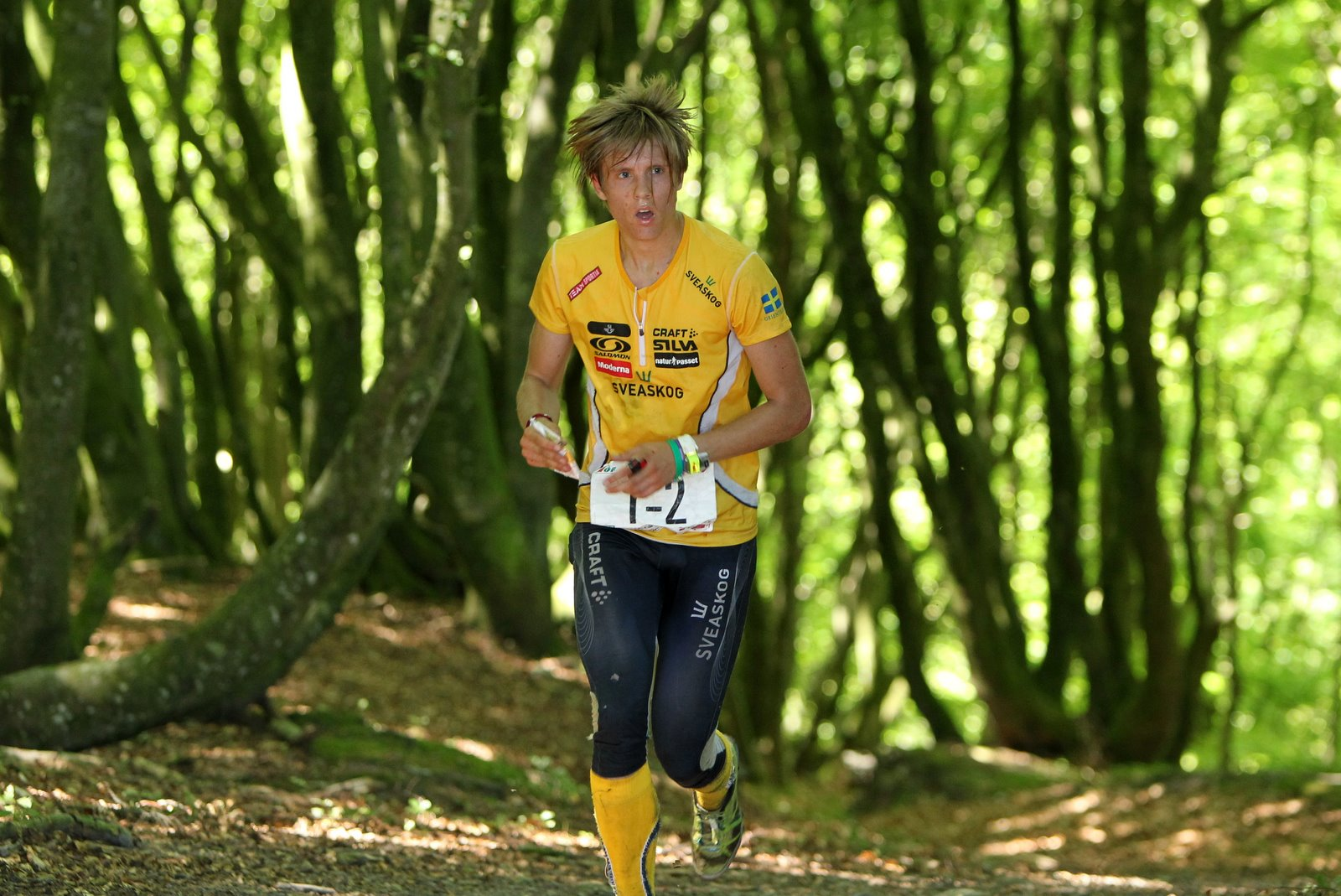
Gustav Berman, 2010

Gustav Bergman (* 4. Dezember 1990 in Stockholm) ist ein schwedischer Orientierungsläufer. 
Bergman wurde 2009 mit Erfolgen auf der Langdistanz und mit der Staffel zweifacher Weltmeister der Junioren. Im selben Jahr wurde er auch nordischer Juniorenmeister auf der Langdistanz. 2011 lief er seine erste Saison bei den Herren mit. Im Jahr darauf folgte mit einem fünften Platz auf der Mitteldistanz bei den Europameisterschaften in Dalarna seine erste Teilnahme an einer internationalen Meisterschaft. Bei den Weltmeisterschaften 2012 in Lausanne wurde er Achter auf der Mitteldistanz. Den Gesamt-Weltcup schloss er in dieser Saison ebenfalls als Achter ab. In Schweden gewann er 2012 die nationale Langdistanzmeisterschaft. 2013 wurde er schwedischer Meister im Sprint. Im finnischen Vuokatti gewann Bergman im Juli 2013 Weltmeisterschaftsbronze auf der Mitteldistanz. Gold ging in diesem Wettkampf an Leonid Nowikow aus Russland, Silber an den französischen Altmeister Thierry Gueorgiou. Zwei Tage später gewann er als Schlussläufer der schwedischen Staffel zusammen mit Anders Holmberg und Peter Öberg die Silbermedaille. Die Schweden mussten sich nur der Staffel Russlands geschlagen geben.
2014 gewann Bergman mit Jonas Leandersson und Fredrik Johansson sowohl die Europa- als auch die Weltmeisterschaft in der Staffel.
Bergman läuft für den Klub OK Ravinen aus der Nähe von Stockholm.

## Platzierungen
| Weltmeisterschaften  | Sprint | Mittel | Lang | Staffel |
| -------------------- | ------ | ------ | ---- | ------- |
| 2012 Lausanne        |        | 8.     | dsq. |         |
| 2013 Vuokatti        | 17.    | 3.     |      | 2.      |
| 2014 Trient/Venetien |        | 9.     |      | 1.      |

| Europameisterschaften | Sprint | Mittel | Lang | Staffel |
| --------------------- | ------ | ------ | ---- | ------- |
| 2012 Falun            |        | 5.     | 27.  |         |
| 2014 Palmela          |        | 14.    |      | 1.      |

| Schwed. Meisterschaften | Sprint | Mittel | Lang | Ultra | Nacht | Staffel |
| ----------------------- | ------ | ------ | ---- | ----- | ----- | ------- |
| 2011                    | 14.    | 10.    | 13.  |       | 5.    | 33.     |
| 2012                    | 7.     | 2.     | 1.   | 5.    |       | 27.     |
| 2013                    | 1.     |        |      | 2.    |       |         |

| Junioren-WM      | Sprint | Mittel | Lang | Staffel |
| ---------------- | ------ | ------ | ---- | ------- |
| 2008 Göteborg    | 9.     | 10.    | dsq. |         |
| 2009 San Martino | 9.     | 7.     | 1.   | 1.      |
| 2010 Aalborg     | 6.     | 4.     | 7.   | 2.      |

| Gesamt-Weltcup | Gesamt-Weltcup |
| -------------- | -------------- |
| 2011           | 43.            |
| 2012           | 8.             |
| 2013           | 5.             |